# ФК Партизан (Белград)
ФК Партизан Белград (на сръбски: Фудбалски Клуб Партизан Београд) е сръбски футболен клуб от столицата Белград, Сърбия. Втородивизионният отбор „Телеоптик“ е собственост на Партизан.

## История
„Партизан“ е основан на 4 октомври 1945 г. в СФР Югославия като част от Югославската Спортна Организация Партизан. Отборът все още е член на същата организация, която е преименувана на Спортна Асоциация на Сърбия и Черна Гора, включваща 25 клуба в различни спортове, също като Футболна Асоциация на Сърбия и Черна Гора, но има пълна независимост по отношение на организацията, мениджмънта, финансите, материалните блага и спортните съоръжения. Има няколко компании в Партизанската бизнес система, които работят задно в клуба.
Също така включва и няколко публични органи като радиостанцията „МИП“ („Музика и Партизан“) и списанието „Само Партизан“. Отборът първоначално е бил създаден от Югославската народна армия и стадионът, на който Партизан играе своите мачове, се е казвал Стадион „ЮНА“. В началото на 50-те клубът става независим от армията. Първия международен мач на Партизан е игран на 6 декември 1945 г., срещу ЦСКА Москва. Мачът завършва 4:3 за московските армейци, като 2 гола вкарва Григорий Федотов.
През 2010/11 участва в групите на Шампионската лига.
Сегашните цветове на Партизан са бяло и черно, в първоначалните 13 години от съществуването на отбора цветовете са били синьо и червено.

## Стадион
Стадионът, на който отборът играе своите мачове, сега се казва „Партизана“, въпреки че през по-голямата част от съществуването си се е казвал стадион „ЮНА“ (Стадион на Югославската народна армия) и все още понякога го наричат така. Стадионът има 32 710 седящи места.

## Срещи с български отбори
„Партизан“ се е срещал с български отбори в официални и приятелски срещи.

### „Лудогорец“
С „Лудогорец“ се е срещал четири пъти в официални срещи. През сезон 2013 – 2014 г. в третия предварителен кръг на Шампионската лига се срещат на 31 юли 2013 г. в Разград. Българите побеждават с 2 – 1, а втората среща в Белград е на 6 август 2013 г. и завършва с победа 1 – 0 за „Лудогорец“ . Третата среща е през сезон 2014 – 15 г. в третия предварителен кръг на Шампионската лига на 30 юли 2014 г. в Разград и завършва 0 – 0, а четвъртата е реваншът в Белград на 6 август 2014 г. и завършва 2 – 2 .

### ЦСКА
През сезон 1961 – 62 г. в предварителния кръг на Шампионската лига се среща с ЦСКА. Първата среща в София завършва с победа 2 – 1 за ЦСКА. Втората среща в Белград българите побеждават с 4 – 1 .

## Български футболисти
- Джино Симеонов: 1946/50 - (53 мача - 18 гола)
- Асен Николов: 2006/07 - (2 мача - 0 гола)
- Иван Иванов: 2011/13 - (59 мача - 8 гола)
- Иван Бандаловски: 2015/16 - (33 мача - 1 гол)
- Валери Божинов: 2015/17 - (51 мача - 23 гола)
- Янис Карабельов: 2025/ - (0 мача - 0 гола)

## Известни футболисти
- Драган Манце
- Милан Галич
- Предраг Миятович
- Саша Илич
- Младен Кръстаич
- Саво Милошевич
- Любинко Друлович
- Игор Дуляй
- Славиша Йоканович
- Зоран „Бата“ Миркович
- Матея Кежман
- Данко Лазович
- Зоран Тошич
- Сречко Катанец
- Златко Захович
- Радомир Антич
- Велибор „Бора“ Милутинович
- Стйепан Бобек
- Слободан Сантрач
- Велибор Васович
- Адем Ляич
- Миралем Сулеймани
- Симон Вукчевич
- Тарибо Уест
- Миодраг Йешич
- Предраг Пажин

## Успехи
| Държава                                         | Държава                | Брой                   | Година                                                                                            |                        |                        |
| Национални трофеи – 44                          | Национални трофеи – 44 | Национални трофеи – 44 | Национални трофеи – 44                                                                            | Национални трофеи – 44 | Национални трофеи – 44 |
| Шампиони – 27                                   | Шампиони – 27          | Шампиони – 27          | Шампиони – 27                                                                                     | Шампиони – 27          | Шампиони – 27          |
| ----------------------------------------------- | ---------------------- | ---------------------- | ------------------------------------------------------------------------------------------------- | ---------------------- | ---------------------- |
| Първенство на СФР Югославия (1945 – 1991)       | Шампион                | 11                     | 1986/87, 1985/86, 1982/83, 1977/78, 1975/76, 1964/65, 1962/63, 1961/62, 1960/61, 1948/49, 1946/47 |                        |                        |
| Първенство на СФР Югославия (1945 – 1991)       | Вицешампион            | 9                      | 1953/54, 1955/56, 1957/58, 1958/59, 1967/68, 1969/70, 1983/84, 1987/1988, 1991/92                 |                        |                        |
| Първенство на СФР Югославия (1945 – 1991)       | Трети                  | 8                      | 1947/48, 1950, 1952/53, 1959/60, 1966/67, 1968/69, 1984/85, 1990/91                               |                        |                        |
| Първенство СР Югославия (1992 – 2003)           | Шампион                | 7                      | 1992/93, 1993/94, 1995/96, 1996/97, 1998/99, 2001/02, 2002/03                                     |                        |                        |
| Първенство СР Югославия (1992 – 2003)           | Вицешампион            | 3                      | 1994/95, 1999/00, 2000/01                                                                         |                        |                        |
| Първенство СР Югославия (1992 – 2003)           | Трети                  | 1                      | 1997/98                                                                                           |                        |                        |
| Първенство на Сърбия и Черна Гора (2003 – 2006) | Шампион                | 1                      | 2004/05                                                                                           |                        |                        |
| Първенство на Сърбия и Черна Гора (2003 – 2006) | Вицешампион            | 2                      | 2003/04, 2005/06                                                                                  |                        |                        |
| Първенство на Сърбия и Черна Гора (2003 – 2006) | Трети                  | 0                      | /                                                                                                 |                        |                        |
| Първенство на Сърбия                            | Шампион                | 8                      | 2007/08, 2008/09, 2009/10, 2010/11, 2011/12, 2012/13, 2014/15, 2016/17                            |                        |                        |
| Първенство на Сърбия                            | Вицешампион            | 4                      | 2006/07, 2013/14, 2017/18, 2020/21                                                                |                        |                        |
| Първенство на Сърбия                            | Трети                  | 0                      | 2018/19                                                                                           |                        |                        |
| Национални купи – 16                            |                        |                        |                                                                                                   |                        |                        |
| Купа на СФР Югославия                           | Носител                | 5                      | 1947, 1952, 1954, 1956/57, 1988/89                                                                |                        |                        |
| Купа на СФР Югославия                           | Финалист               | 4                      | 1948, 1958/59, 1959/60, 1978/79                                                                   |                        |                        |
| Купа на СР Югославия                            | Носител                | 4                      | 1991/92, 1993/94, 1997/98, 2000/01                                                                |                        |                        |
| Купа на СР Югославия                            | Финалист               | 3                      | 1992/93, 1995/96, 1998/99                                                                         |                        |                        |
| Купа на Сърбия                                  | Носител                | 7                      | 2007/08, 2008/09, 2010/11, 2015/16, 2016/17, 2017/18, 2018/19                                     |                        |                        |
| Купа на Сърбия                                  | Финалист               | 2                      | 2014/15, 2019/20                                                                                  |                        |                        |
| Национални суперкупи – 1                        |                        |                        |                                                                                                   |                        |                        |
| Суперкупа на СФР Югославия                      | Носител                | 1                      | 1989.                                                                                             |                        |                        |
| Суперкупа на СФР Югославия                      | Финалист               | 0                      | /                                                                                                 |                        |                        |
| Европейски клубни турнири – 1                   |                        |                        |                                                                                                   |                        |                        |
| Купа на европейските шампиони (КЕШ):            | Носител                | 0                      | /                                                                                                 |                        |                        |
| Купа на европейските шампиони (КЕШ):            | Финалист               | 1                      | 1965/66                                                                                           |                        |                        |
| Купа на европейските шампиони (КЕШ):            | Полуфинал              | 0                      | /                                                                                                 |                        |                        |
| Купа на европейските шампиони (КЕШ):            | Четвъртфинал           | 2                      | 1955/56, 1963/64                                                                                  |                        |                        |
| Купа Митропа                                    | Носител                | 1                      | 1977/78                                                                                           |                        |                        |
| Купа Митропа                                    | Финалист               | 0                      | /                                                                                                 |                        |                        |
| Купа Митропа                                    | Полуфинал              | 2                      | 1955/56, 1958/59.                                                                                 |                        |                        |

## Други купи
СФР Югославия: (1945 – 1991)

### Национални
- Купа на Маршал Тито
  -  Финалист (4): 1948, 1958/59, 1959/60, 1978/79

### Международни
- Трофей на Букурещ:
  -  Носител (1): 1947
- Купа на Беч:
  -  Носител (1): 1949
- Трофей на Антверпен:
  -  Носител (1): 1951
- Трофей на Хамбург:
  -  Носител (1): 1952
- Трофей на Белградския панаир:
  -  Носител (1): 1959
- Трофей на Кварнерската ривиера (Риека):
  -  Носител (4): 1959, 1965, 1966, 1991
  -  Финалист (3): 1964, 1969, 1973
- Купа на Мохамед V (Казабланка):
  -  Носител (1): 1963
- Трофей на Белград:
  -  Носител (1): 1964
- Международен петоъгълен турнир на Мексико Сити:
  -  Носител (1): 1970
- Международен петоъгълен турнир на Богота:
  -  Носител (1): 1971
- Трофей на Валенсия:
  -  Носител (1): 1971
- Трофей на Мадрид:
  -  Носител (1): 1973
- Трофей на Алжир:
  -  Носител (1): 1975
- Трофей Колумбина (Уелва):
  -  Носител (1): 1976
- Купа на Лунната Нова година (ХонгКонг):
  -  Носител (1): 1984
  -  Финалист (1): 1992
- 40-годишнина на Партизан::
  -  Носител (1): 1985
- Трофей на Базел:
  -  Носител (1): 1985
- Трофей на Кан:
  -  Носител (1): 1988
- Купа на часовете (Базел):
  -  Носител (1): 1989

 Сърбия и Черна гора: (2003 – 2006)
- Алпийска купа (Инсбрук):
  -  Носител (1): 2004
- Купа 110 години Карлсруе:
  -  Носител (1): 2005

 Сърбия: (от 2006)
- Купа Сатяго Бернабеу (Мадрид):
  -  Финалист (1): 2007